# 581 هـ
581 هـ هي سنة في التقويم الهجري امتدت مقابلةً في التقويم الميلادي بين سنتي 1185 و1186.

## مواليد
- البهاء زهير
- تقي الدين الجعفري
- عبد الملك بن عبد السلام اللمغاني - عالم وفقيه بغدادي.
- ابن طفيل، فيلسوف أندلسي
- المنذري
- ضيفة خاتون
- أبو موسى بن عبد الغني المقدسي

## وفيات
- ابن طفيل
- عبد الحق الإشبيلي
- فاطمة بنت محمد السمرقندي
- أبو القاسم السهيلي
- أبو موسى المديني